# Confederação Nacional de Biribol
Confederação Nacional de Biribol é a entidade máxima do biribol no Brasil, sediada em Caraguatatuba, no estado de São Paulo. É responsável pela organização de campeonatos nacionais, como a Superliga, administra as seleções nacionais (masculina e feminina), representa as federações estaduais e responde por tudo o que diz respeito ao biribol em território brasileiro. A entidade conta atualmente com 5 federações filiadas.

## História
A CNBi foi fundada em 5 de março de 2018 e o atual presidente é Fabiano de Souza Oliveira
Conquistou, em 14 de junho de 2019, a Certificação 18 e 18A do Secretaria Especial do Esporte do Ministério da Cidadania, credenciando a CNBi a Lei de Incentivo ao Esporte.[carece de fontes?]

## Campeonatos
A principal competição é a Superliga de Biribol, 
A CNBi também organiza torneios para-desportivo, o biribol adaptado, com 2 edições na cidade de Maceió/AL.

### Superliga
A CNBi organiza diversos campeonatos nacionais ao longo de uma temporada. As categorias de base, como a "juvenil" e a "infanto", disputam o Campeonato Brasileiro de Seleções, com uma disputa entre estados, em alguns casos com três divisões. Para a categoria "master" é realizado o Biribol Master, competição para jogadores distribuídos por idade.
As principais competições do ano, para os profissionais, são a Superliga e a Superliga B.

## Federações
A seguir uma lista com as federações estaduais filiadas à CNBi.
| UF | Federação                                   |  |
| -- | ------------------------------------------- |  |
| AL | Federação Alagoana de Biribol               |  |
| GO | Federação Goiana de Biribol                 |  |
| MS | Federação de Biribol do Mato Grosso do Sul  |  |
| PR | Federação Paranaense de Biribol             |  |
| RJ | Federação de Biribol do Rio de Janeiro      |  |
| SP | Federação de Biribol do Estado de São Paulo |  |
| TO | Federação Tocantinense de Biribol           |  |
|    |                                             |  |